# Midnight Club: Street Racing
Midnight Club: Street Racing is een computerspel uit het jaar 2000 dat ontwikkeld is door Angel Studios en gepubliceerd is door Rockstar Games. De game focust zich op het autoracen op straat in de jaren 2000. De game kwam uit op de PlayStation 2 en de Game Boy Advance. Het is de eerste game in de hele serie, opgevolgd door Midnight Club II. Het computerspel werd 1.5 miljoen keer verkocht.

## Recensies

### IGN
'Naast de vele auto's zitten de enorme steden vol geheimen en originele manieren om snelkoppelingen te maken,                                                                                                                 wat de gameplay voor één speler en games voor twee spelers enorm leuk maakt.'
8,6/10

### Metacritic
'Ze hebben je weliswaar enorme steden gegeven waarin je kunt racen en een aantal lastige tegenstanders om tegen te racen, maar alle steden zien er saai en eenvoudig uit.'
Gemiddeld een 78/100